# Simson von Sens
Simson ben Abraham von Sens (geboren um 1150; gestorben um 1230 in Akkon) war ein französischer Rabbiner und Tosafist des 12./13. Jahrhunderts.
Simson von Sens verfasste u. a. einen Kommentar zu den Mischna-Ordnungen Sera'im und Toharot (in den meisten Talmudausgaben enthalten).